# Nicholas Phillips
Nicholas Addison Phillips, barone Phillips di Worth Matravers (21 gennaio 1938), è un avvocato e giudice britannico.

## Biografia
Nicholas Phillips è nato il 21 gennaio 1938. I suoi nonni materni erano ebrei sefarditi che erano fuggiti in Gran Bretagna da Alessandria d'Egitto. Ha studiato alla Bryanston School.
Nel 1975 è diventato governatore e nel 1981 presidente dei governatori.
Ha svolto il servizio militare con la Royal Navy e la Royal Naval Volunteer Reserve in qualità di ufficiale. Dopo i due anni di servizio ha iniziato gli studi al King's College dell'Università di Cambridge dove ha conseguito la laurea in giurisprudenza. Nel 1962 è stato ammesso alla Middle Temple, dove era il dotto di Harmsworth. Ha svolto il tirocinio presso la Essex Court Chambers con Waldo Porges e successivamente ha ottenuto una locazione, trasferendosi successivamente alla Brick Court (ora Brick Court Chambers). Nel 1973 è stato nominato consigliere junior del Ministero della difesa e del tesoro per le questioni marittime e dell'ammiragliato. Il 4 aprile 1978 è entrato nel Queen's Counsel.
Nel 1982 è stato nominato recorder e, nel 1987, giudice a tempo pieno della High Court of Justice presso la Queen's Bench Division, con il consueto cavalierato. Si è interessato alla formazione legale ed è stato presidente del Consiglio per l'educazione giuridica dal 1992 al 1997. Ha presieduto vari complessi processi per frode, incluso quelli riguardante la frode del fondo pensione Barlow Clowes di Robert Maxwell. Nel 1995 è diventato Lord Justice of Appeal ed è entrato nel Consiglio privato di sua maestà.
Il 12 gennaio 1999 è stato nominato lord of appeal in ordinary e creato "Paria a vita" ai sensi dell'Appellate Jurisdiction Act del 1876, con il titolo di barone Phillips di Worth Matravers, di Belsize Park nel London Borough di Camden. Il 6 giugno 2000 è succeduto a Lord Harry Woolf come Master of the Rolls. Ha condotto un'inchiesta sull'epidemia di encefalopatia spongiforme bovina. Ha prestato servizio come Lord Chief Justice dal 3 ottobre 2005 al 30 settembre 2008. Il 1º ottobre 2008 è stato nominato Senior Lord of Appeal in Ordinary, a quei tempi la massima carica della magistratura britannica. Il 1º ottobre 2009 è stato nominato primo presidente della Corte suprema del Regno Unito. Il 23 aprile 2011  la regina Elisabetta II lo ha nominato cavaliere dell'Ordine della Giarrettiera.
L'11 ottobre 2011 ha annunciato che si sarebbe ritirato il 30 settembre 2012, quasi quattro mesi prima del compimento dei 75 anni, l'età pensionabile obbligatoria per i giudici britannici.
Dopo essersi ritirato, è succeduto a lord Woolf come presidente del tribunale internazionale del Qatar a Doha. Continua a lavorare anche come giudice arbitro.
Nel marzo del 2012 il governo di Hong Kong lo ha nominato giudice non permanente della Corte d'appello di Hong Kong. È anche presidente della British Maritime Law Association e presidente della European Maritime Law Organization.
Phillips è stato insignito dell'International Jurist Award alla conferenza internazionale dei giuristi del 2007. Il premio è stato consegnato dal presidente dell'India a Pratibha Patil al Vigyan Bhavan di Nuova Delhi.
Lord Phillips è stato anche nominato socio distinto e professore invitato alla Dickson Poon School of Law del King's College di Londra. Ha ricevuto lauree ad honorem in giurisprudenza dall'Università di Exeter nel 1998, dall'Università di Birmingham nel 2003, dall'Università di Londra nel 2004, dalla Wake Forest University di Winston-Salem nel 2010 e dall'Istituto internazionale di diritto marittimo. Ha ricevuto un dottorato onorario in diritto civile dalla City University di Londra nel 2003. Attualmente è cancelliere della Bournemouth University.

## Vita personale
Lord Phillips è sposato con Christylle Marie-Thérèse Rouffiac, con la quale ha due figlie, un figliastro e una figliastra. Vive ad Hampstead, Londra. Sua figlia Marie è una scrittrice e fa parte dei club Brook's e Garrick.